# Adalbert von Widmann
Adalbert von Widmann, též baron Vojtěch Widmann (29. května 1868 Plaveč – 11. prosince 1945 Plaveč), byl rakousko-uherský, respektive předlitavský šlechtic a politik, v roce 1911 ministr zemědělství (orby).

## Biografie
Narodil se jako syn dlouholetého moravského zemského hejtmana Adalberta barona Widmanna (1804–1888), významného představitele moravských „ústavě věrných“ velkostatkářů. Zdědil velkostatky Plaveč na Znojemsku a Nalžovice na Sedlčansku. Byl předsedou hospodářského spolku na Znojemsku. V roce 1891 nastoupil do státních služeb na místodržitelství v Čechách. Roku 1898 je jako okresní komisař povolán k ministerstvu vnitra, kde povýšil až na ministerského sekretáře a sekčního radu. Roku 1909 byl jmenován dvorním radou při slezské zemské vládě v Opavě a zástupcem slezského zemského prezidenta.
Za vlády Richarda Bienertha se stal dodatečně ministrem zemědělství. Post si udržel i v následující vládě Paula Gautsche. Funkci zastával v období 9. ledna 1911 – 3. listopadu 1911. Za první světové války zastával od konce března roku 1915 post zemského prezidenta (místodržícího) Slezska a na postu setrval až do zániku monarchie.